# Liste der Monuments historiques in Coclois
Die Liste der Monuments historiques in Coclois führt die Monuments historiques in der französischen Gemeinde Coclois auf.

## Liste der Immobilien
| Bezeichnung       | Beschreibung            | Standort               | Kennzeichnung | Schutzstatus | Datum | Bild           |
| ----------------- | ----------------------- | ---------------------- | ------------- | ------------ | ----- | -------------- |
| Kirche St-Maurice | aus dem 16. Jahrhundert | Rue de l’Église (Lage) | PA00078086    | Inscrit      | 1926  | weitere Bilder |

## Liste der Objekte
| Bezeichnung                    | Beschreibung                                                                                  | Standort                        | Kennzeichnung | Schutzstatus | Datum | Bild |
| ------------------------------ | --------------------------------------------------------------------------------------------- | ------------------------------- | ------------- | ------------ | ----- | ---- |
| Skulptur Unterweisung Mariens  | Holz, farbig gefasst und vergoldet, 16. oder 17. Jahrhundert; 2019 gestohlen                  | in der Kirche St-Maurice (Lage) | PM10000609    | Classé       | 1061  |      |
| Grabmal für Gabriel des Réaulx | Kalkstein, bezeichnet 1634; die zwei Skulpturen während der Französischen Revolution zerstört | in der Kirche St-Maurice (Lage) | PM10000610    | Classé       | 1961  |      |
| Taufbecken                     | Kalkstein, Ende des 16. Jahrhunderts                                                          | in der Kirche St-Maurice (Lage) | PM10000611    | Classé       | 1961  |      |
| Skulptur Heiliger Nikolaus     | Kalkstein, farbig gefasst, 18. Jahrhundert                                                    | in der Kirche St-Maurice (Lage) | PM10004767    | Inscrit      | 1985  |      |
| Zwei Kirchenfenster            | aus dem 16. Jahrhundert                                                                       | in der Kirche St-Maurice (Lage) | PM10000606    | Classé       | 1908  |      |
| Hauptaltar                     | Retabel und Tabernakel; Eichenholz, farbig gefasst und vergoldet, 17. Jahrhundert             | in der Kirche St-Maurice (Lage) | PM10000607    | Classé       | 1961  |      |
| Skulptur Madonna mit Kind      | Holz, farbig gefasst und vergoldet, um 1600                                                   | in der Kirche St-Maurice (Lage) | PM10000608    | Classé       | 1961  |      |